# 16355 Buber
16355 Buber (1975 UA1) là một tiểu hành tinh vành đai chính được phát hiện ngày 29 tháng 10 năm 1975 bởi F. Borngen ở Tautenburg.